# Хусте, Фальк
Фальк Ху́сте (нем. Falk Huste; род. 6 ноября 1971, Грайц, округ Гера, ГДР) — немецкий боксёр полулёгкой весовой категории, выступал за сборную Германии в 1990-х годах. Участник двух летних Олимпийских игр, серебряный и бронзовый призёр чемпионатов мира, обладатель бронзовой медали чемпионата Европы, четырёхкратный чемпион национального первенства, победитель многих международных турниров и матчевых встреч. Ныне — тренер по боксу.

## Биография
Фальк Хусте родился 6 ноября 1971 года в городе Грайц. Детство провёл в Берлине, в возрасте двенадцати лет начал активно заниматься боксом, проходил подготовку в одном из местных боксёрских залов под руководством тренера Харальда Ланге. Некоторое время выступал за клуб «Трептов», но затем присоединился к «Франкфурту», где стал учеником знаменитого Карла-Хайнца Крюгера. Первого серьёзного успеха на ринге добился в 1991 году, когда занял второе место в полулёгком весе на взрослом чемпионате Германии (в финальном матче проиграл более опытному Марко Рудольфу). Год спустя был вторым в зачёте национального первенства (в полуфинале потерпел поражение от Андреаса Тевса), ещё через год наконец стал чемпионом. Примечательно, что в полуфинале чемпионата 1993 года ему пришлось избить собственного брата Кая. Впоследствии Кай поднялся в лёгкую весовую категорию, и больше братья никогда не встречались на ринге.
В 1994 году Хусте подтвердил звание национального чемпиона, а также одержал победу на Химическом кубке в Галле, получил золото на Кубке мира в Бангкоке, занял первое место на чемпионате мира среди военнослужащих в Тунисе. В следующем сезоне вновь собрал медали нескольких крупных международных турниров, в том числе завоевал бронзовую медаль на домашнем чемпионате мира в Берлине — на стадии полуфиналов со счётом 6:14 потерпел поражение от болгарина Серафима Тодорова. Благодаря череде удачных выступлений удостоился права защищать честь страны на летних Олимпийских играх 1996 года в Атланте, дошёл здесь до четвертьфинала, где вновь встретился с Тодоровым и на сей раз проиграл ему со счётом 6:14.
Несмотря на неудачу с Олимпиадой, Хусте продолжил выходить на ринг в основном составе национальной сборной, принимая участие во всех престижных международных турнирах. Так, в 1997 году он в очередной раз занял первое место на Химическом кубке в Галле и выиграл серебряную медаль на чемпионате мира в Будапеште (в решающем матче проиграл местному венгерскому боксёру Иштвану Ковачу). В 1999 году в четвёртый раз стал чемпионом Германии, выиграл Химический кубок. На чемпионате Европы 2000 года в Тампере добыл бронзу, затем прошёл квалификацию на Олимпийские игры в Сидней. На второй своей Олимпиаде тоже большого успеха не добился, уже во втором матче на турнире со счётом 15:17 проиграл американцу Рикардо Хуаресу, который в итоге стал серебряным призёром.
Вскоре после окончания олимпийских соревнований Фальк Хусте принял решение завершить спортивную карьеру, уступив место в сборной молодым немецким боксёрам. В настоящее время работает тренером по боксу в своём родном клубе «Франкфурт», помимо этого является главным тренером юниорской команды Германии.